# Dermestes lectulalius
Dermestes lectulalius là một loài bọ cánh cứng trong họ Dermestidae. Loài này được Goeze miêu tả khoa học năm 1777.